# 2009年世界躰道選手権大会
2009年世界躰道選手権大会（2009ねんせかいたいどうせんしゅけんたいかい）は、2009年8月9日に日本・広島の広島市東区スポーツセンターで開催された第5回世界躰道選手権大会である。

## 概要
男女とも、団体種目は全て日本が1位を獲得した。

## 競技結果
| 男子     |                                  |                               |                 |
| 団体実戦 | 日本 JapanB                      | 日本 JapanA                   | スウェーデン    |
| 団体法形 | 日本 JapanB                      | 日本 JapanA                   | フィンランド    |
| 団体展開 | 日本 JapanB                      | 日本 JapanA                   | フィンランド    |
| 個人実戦 | 金子智一 日本                    | 中野哲爾 日本                 | 丹野喜美男 日本 |
| 個人法形 | 中野哲爾 日本                    | Pilävinen Jani · フィンランド | 大村吉人 日本   |
| 女子     |                                  |                               |                 |
| 団体実戦 | 日本 JapanB                      | スウェーデン                  | 日本 JapanA     |
| 団体法形 | 日本 JapanB                      | 日本 JapanA                   | フィンランド    |
| 団体展開 | 日本 JapanA                      | 日本 JapanB                   | フィンランド    |
| 個人実戦 | Karjalainen Minna · フィンランド | Cervin Anna · スウェーデン    | 瀬藤有希 日本   |
| 個人法形 | 廣瀬恵佳 日本                    | Cervin Anna · スウェーデン    | 瀬藤有希 日本   |

## 国別メダル受賞数
| 順   | 国・地域     | 金 | 銀 | 銅 | 計 |
| ---- | ------------ | -- | -- | -- | -- |
| 1    | 日本         | 9  | 6  | 5  | 20 |
| 2    | フィンランド | 1  | 1  | 4  | 6  |
| 3    | スウェーデン | 0  | 3  | 1  | 4  |
| 合計 | 合計         | 10 | 10 | 10 | 30 |